# Antonio Balestra
Antonio Balestra (12. srpna 1666 Verona – 21. dubna 1740 tamtéž) byl italský malíř, kreslíř a rytec vrcholného baroka a  rokoka. Bývá řazen k benátské škole malby.

## Životopis
Pocházel z rodiny bohatého obchodníka. Dostalo se mu nejdříve klasického vzdělání ve společenských vědách, kresbě ho učil Giovanni Zeffio († 1688). Roku 1687 odešel do Benátek, kde tři roky pracoval u Antonia Belluciho. Po krátkém pobytu v Bologni pracoval v římské dílně Carla Maratty a jeho žáka  Andrey Sacchiho. Roku 1694 vyhrál cenu Academie di San Luca. 
V roce 1695 se vrátil do Verony a založil svou malířskou školu, žáky měl také v Benátkách. 

## Žáci
Jeho žáky ve Veroně byli Pietro Rotari a Giambettino Cignaroli (1706-1770). V Benátkách pracoval na výzdobě kostela jezuitů a San Zacharia, a ve Scuole della Carita. Krátce u něj pracoval Pietro Longhi. Mezi jeho benátské žáky a následovníky patřili Mariotti, Giuseppe Nogari, Mattia Bortoloni (1695-1750), malířka Rosalba Carriera a Angelo Trevisani. Také ovlivnil mladého Giambattistu Pittoniho.

## Dílo

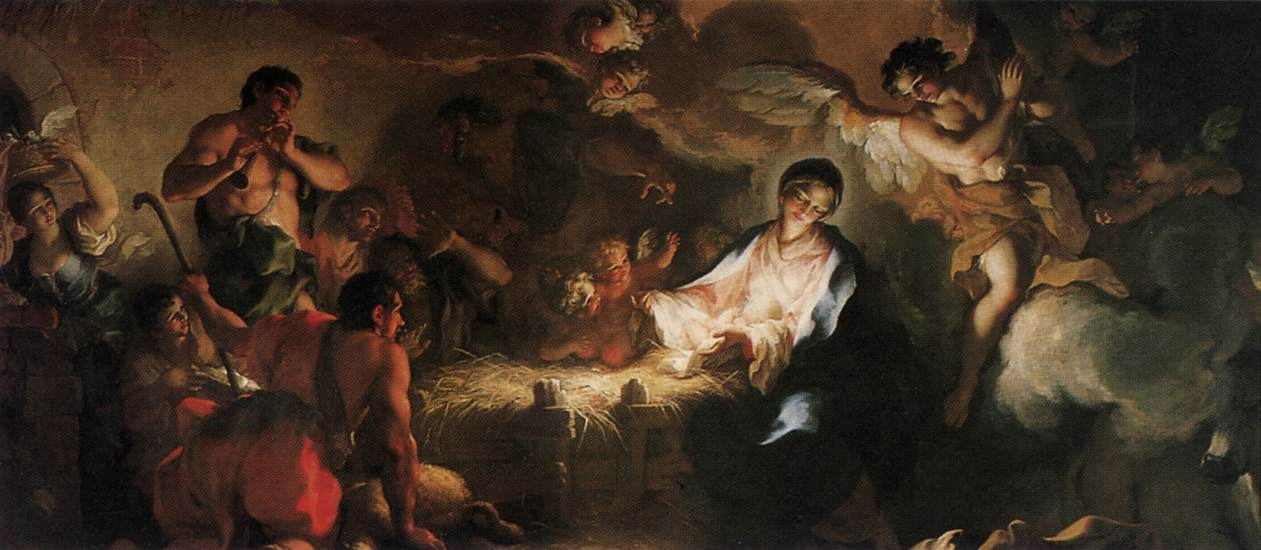
Klanění pastýřů, 1707

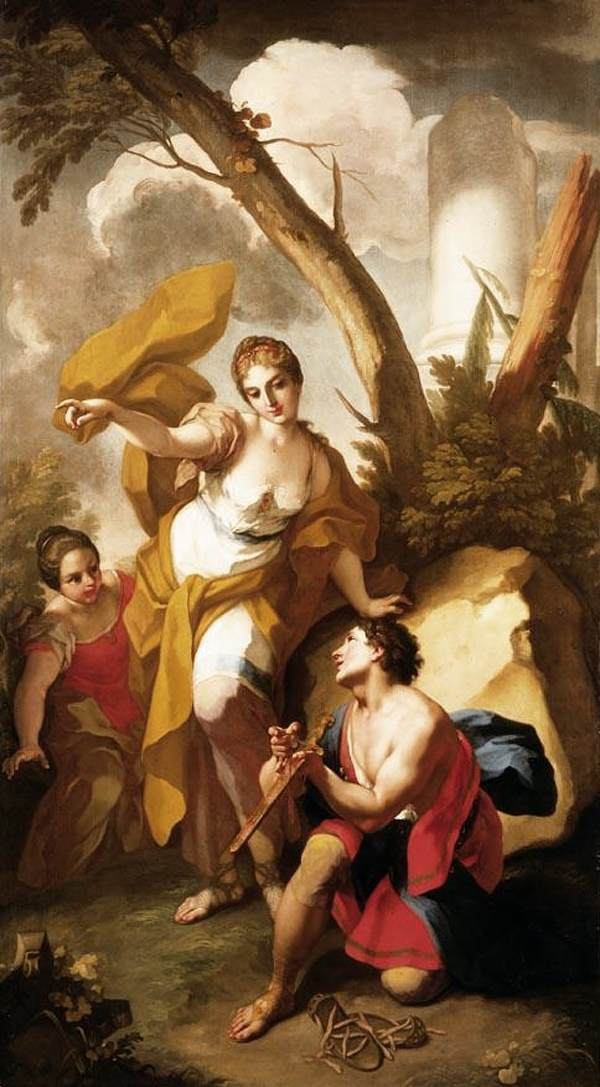
Theseus nalezl otcův meč

Maloval hlavně oltářní obrazy pro kostely v Benátkách, Vincenze, Padově, Brescii a Veroně, také mytologické scény, krajiny a portréty. Z fresek se dochovala jen výzdoba paláce Balestrova přítele, architekta Antonia Pompei ve Veroně.
- Klanění pastýřů, San Zacharia, Benátky
- Apollón a král Midas,  Palazzo Pizzini, Rovereto
- David s hlavou Goliášovou, Muzeum Académia v Bergamu.
- Zázrak svatého Mikuláše, Museo civico, Busseto
- Madona s dítětem a svatými pro kostel Sant' Ignazio v Bologni.
- Svatý Alois z Gonzagy v modlitbě před Pannou Marií, na hlavním oltáři baziliky sv. Aloise z Gonzagy v Castiglione delle Stiviere (1726)
- Diptych Zázrak a mučednická smrt svatých Kosmy a Damiána, Bazilika sv. Justiny v  Padově,
- Svatá rodina, Národní galerie v Praze
- Madona mezi svatými Ondřejem a Řehořem (1734), kostel sv. Řehoře (San Gregorio al Celio) v Římě
- Portrét benátského dóžete Alvise III.
- Vidění proroka Izaiáše